# Винищення львівських в'язнів у червні 1941
Винищення львівських в'язнів у червні-липні 1941 — масові розстріли органами НКВС політичних в'язнів у тюрмах Львова та Золочева протягом кінця червня — початку липня 1941 року.

## Передісторія

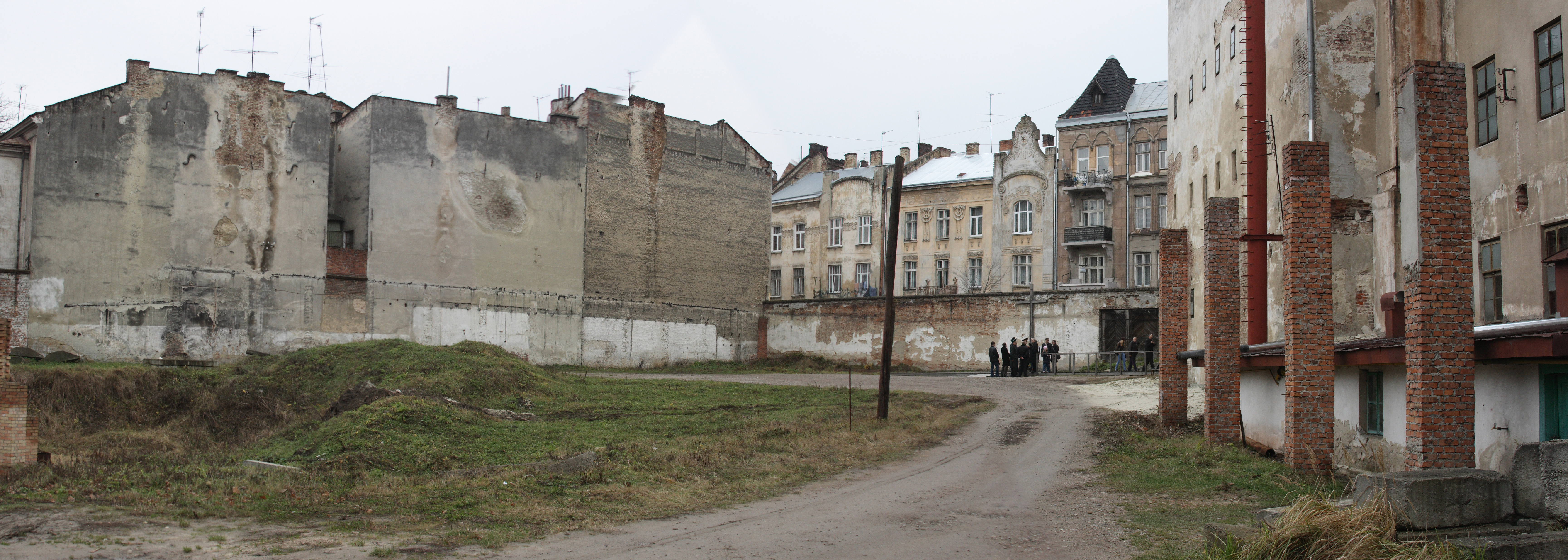
Подвір'я тюрми на Лонцького

Станом на 22 червня 1941 року, коли Німеччина здійснила напад на СРСР, у тюрмах Львівської області було 5 424 в'язні. Вони утримувалися у чотирьох в'язницях Львова:
- № 1 — Бриґідках,
- № 2 — Замарстинівській,
- № 4 — «Малі Бриґідки» (вул. Казимирівська, 34 / вул. Яховича)
- Слідчий ізолятор на вул. Лонцького.

Коли львівські тюрми стали переповнені (10 червня в тюрмі № 1 при ліміті 1 500 осіб перебувало 3 638 в'язнів, тюрмі № 2 — 801 в'язень (ліміт — 270), а в тюрмі № 4 — 706 в'язнів (при ліміті 300)), частину в'язнів відправили до м. Золочева, де вони утримувалися в місцевому замку.
Більшість з цих людей звинувачувалася за статтею 54 Карного кодексу УРСР — контрреволюційна діяльність.
23 червня 1941 р. нарком державної безпеки Всеволод Меркулов видав наказ № 2445/М, в якому йшлося про терміновий облік усіх в'язнів у тюрмах та розподіл на тих, що підлягають депортації в концтабори ГУЛАГу, і тих, кого необхідно розстріляти.
Того ж дня вийшов наказ начальника тюремного управління НКВС УРСР капітана державної безпеки Філіппова, який зобов'язував евакуювати в'язнів. Згідно з «Планом евакуації», депортації з Львівської області підлягало 5 тисяч заарештованих. Для цього виділялося 204 вагони, які, згідно з нормами, могли вмістити 6 800 в'язнів. Проте евакуювали лише 1 822 арештанти.

## Розстріли
Розстріли, санкціоновані прокурором Львівської області Харитоновим, розпочалися 22 червня. До 3 602 людей, що залишились у тюрмах Львова після евакуації додалися нові заарештовані, яких називали причетними до ОУН, шпигунами, диверсантами.
Загальна кількість жертв у Львові невідома, але за оцінками німецького історика Кая Штруве, вона коливається між 2358 і 2752.
Спочатку вбивали за звичайним НКВСівським способом — пострілом у потилицю у спецкамері. Проте фронт швидко наближався і людей почали розстрілювати масово — з автоматичної зброї у камерах підвалів через дверцята для передачі. В останні дні — кидали до камер гранати.
Спочатку тіла вбитих вивозили вантажівками та ховали у спецмісцях. Але перед самим приходом німців чекісти, поспішаючи, ховали вбитих у подвір'ях та підвалах тюрем.
Згодом німці примусили євреїв розкопати тіла жертв більшовицького терору і вони стали матеріалом для нацистської пропаганди. Одночасно у Львові відбувся єврейський погром в кінці червня та в перших числах липня 1941 року. Погромники неправомірно звинувачували всіх львівських євреїв у причетності до розстрілів НКВС, хоча незначна кількість польських євреїв співпрацювала з радянською владою та НКВС.
Знищення евакуйованих в'язнів продовжувалися в центрально-східних областях України — у пересильних тюрмах Умані, Києва та Харкова (див. Харківська трагедія).
Одне з масових знищень заарештованих відбулося на Тернопільщині. Воно дістало назву Заліщицької трагедії. Тоді з обох боків зруйнованого залізничного моста через Дністер пригнали 14 вагонів із в'язнями, в кожному з яких знаходилося від 50 до 70 людей. Вагони облили пальним, підпалили та скинули у ріку. Ніхто із в'язнів не вижив. Радянська пропаганда приписала всі ці злочини нацистам.
Загалом у перші тижні війни в тюрмах Західної України було страчено близько 22 тисяч осіб.
Масштабні страти більшовицькою владою політичних в'язнів у перші тижні німецько-радянського збройного протистояння справили шокове враження на населення Західної України й стали одним із головних чинників укорінення антирадянських позицій тогочасного та наступних поколінь.

Пам'ятник жертвам комуністичних злочинів у Львові

## Пам'ять
Навпроти В'язниці на Лонцького, на площі Шашкевича у 1997 році був зведений Пам'ятник жертвам комуністичних злочинів.
Масовим розстрілам в кінці червня 1941 року також присвячена частина експозиції у цій же в'язниці.
На Янівському цвинтарі біля поля № 55 є братська могила «Три хрести» — невідомих жертв тюрми «Бригідки». Поруч у 1990 р. встановлено стилізований під березу пам'ятний хрест жертвам терору НКВС, які загинули у червні 1941.